# Braç Treballador
El Braç Treballador (també conegut com El calvari) és un edifici de Tavernes de la Valldigna (la Safor).
És un històric bar regentat durant molts anys per la família Sala (Miguel i Lluïsa i després pels seus fills i esposes). D'ençà dels anys trenta del segle xx i fins a la seua transformació com a centre municipal va ser un referent per a la classe treballadora i l'esquerra valenciana. Durant el franquisme va ser símbol democràtic de lluita contra la dictadura. Fou lloc de reunió de llauradors i treballadors del poble, per les seves instal·lacions passaren i treballaren persones de gran vàlua que "en frases solemnes no varen creure mai": Encarna, Amalia, Vicenta, Pepica, Vicent "Corbella", Machote, Salva, La Coronela i pràcticament tot el poble de Tavernes.
També fou conegut com el bar El Calvari perquè es trobava situat a peu de la pujada al Calvari de Tavernes.
A la dècada dels 90 del segle xx, a causa a la falta de relleu generacional i la crisi econòmica, l'ajuntament del poble (aleshores en mà de la dreta del Partit Popular) va comprar l'immoble.
Seguidament, dins del context de bombolla immobiliària, el va declarar en ruïnes i el va enderrocar sencer. A causa de l'escàndol produït el van reconstruir amb una façana similar i en va resultar l'edifici municipal que es conserva en l'actualitat que s'utilitza com a centre social.